# Linda Hayden
Linda Hayden (* 19. Januar 1953 in Stanmore, London) ist eine englische Schauspielerin, die insbesondere für ihre Rollen in britischen Horror- und Sexploitationfilmen der 1970er Jahre bekannt ist.

## Leben
Linda Hayden besuchte die Aida Foster School in London und lernte dort Singen, Tanzen und Schauspiel, bevor sie ihr Leinwanddebüt im Alter von 15 Jahren in dem kontroversen Film Baby Love gab. Danach spielte sie in zwei Horrorfilmen, die beide 1970 erschienen. Zunächst als Alice Hargood in dem Hammer-Film Wie schmeckt das Blut von Dracula mit Christopher Lee, dann als von Dämonen besessene Angel Blake in In den Krallen des Hexenjägers.
1972 arbeitete Hayden wieder für den Regisseur von Baby Love, Alastair Reid. Es entstand der Thriller Something to Hide mit Peter Finch. Es folgten weitere kleine Rollen in Horrorfilmen, 1973 in Die Nacht der tausend Augen mit Elizabeth Taylor und 1974 in Das Schreckenshaus des Dr. Death mit Vincent Price und Peter Cushing. 1974 spielte sie auch in Vampira.
Gemeinsam mit ihrem damaligen Freund Robin Askwith spielte Linda Hayden 1974 bzw. 1977 in den Komödien Ohne Hemd und ohne Höschen – Der Fensterputzer (Confessions of a Window Cleaner) und Confessions from a Holiday Camp. Neben Fiona Richmond spielte sie 1978 in Let’s Get Laid. Mit ihr trat Hayden auch in dem Thriller Exposé von 1976 auf, im selben Jahr spielte sie eine Rolle in Queen Kong.
Mit Askwith trat sie auch gemeinsam in der Farce Who Goes Bare am Theater auf.
Nach einer kleinen Rolle in The Boys from Brazil konzentrierte sich Hayden auf Rollen am Theater und im Fernsehen, sie hatte beispielsweise Auftritte in Episoden der auch hierzulande bekannten Serien Die Profis und Hart aber herzlich.
Im Jahr 2009 spielte Hayden eine Rolle in der Neuverfilmung des Films Exposé mit dem Titel Stalker, in der Jane March Haydens Rolle aus dem Original übernahm.
Linda Hayden ist verheiratet mit dem Theaterproduzenten Paul Elliot und hat zwei Kinder. Ihre Schwester Jane Hayden war ebenfalls eine Zeitlang als Schauspielerin aktiv.

## Filmografie (Auswahl)
- 1968: Baby Love
- 1970: Wie schmeckt das Blut von Dracula? (Taste the Blood of Dracula)
- 1971: In den Krallen des Hexenjägers (Blood on Satan's Claw)
- 1972: Something to Hide
- 1973: Die Nacht der tausend Augen (Night Watch)
- 1974: Vampira
- 1974: Das Schreckenshaus des Dr. Death (Madhouse)
- 1974: Ohne Hemd und ohne Höschen – Der Fensterputzer (Confessions of a Window Cleaner)
- 1976: Exposé
- 1976: Queen Kong
- 1977: Confessions from a Holiday Camp
- 1978: Let’s Get Laid
- 1978: The Boys from Brazil
- 1983: Hart aber herzlich (Hart to Hart, Fernsehserie, S5E7: Eine Mords-Rallye)
- 2009: Stalker